# Jaruškův dům
Jaruškův dům je nájemní dům postavený v Králově Poli, nynější části Brna, v letech 1909–1910 podle projektu architekta Josefa Gočára. Stojí na Palackého ulici č. p. 1143, č. o. 65. Nejpozději od roku 1988 se nachází na seznamu kulturních památek. Je předním dílem české architektonické moderny.

## Historie
Projekt nájemního domu zadal Gočárovi, významné postavě české moderní architektury, tehdejší ředitel administrace Lidových novin Karel Jarušek. Tento společensky velmi aktivní obchodník se v roce 1901 přestěhoval z Prahy do Brna, kde od královopolského Sokola, jemuž předsedal, koupil pozemek na Palackého třídě 65 (dříve č. 24). Na základě jeho objednávky dokončil Gočár 25. srpna 1909 projekt stavby. Následujícího roku byla budova dokončena. Z původní stavby se nedochovalo obložení z černého opaxitu. Dnes se pomalu ztrácí i mramorové obložení sloupů a soklu. Původní průčelí domu bylo poznamenáno necitlivou výměnou oken.

## Charakter stavby
Jaruškův dům patři do raného období Gočárovy tvorby. Třítraktová dispozice se vstupní chodbou uprostřed a vzadu navazujícím dvouramenným schodištěm se nevymyká dobovým zvyklostem. Významnější je výtvarné řešení fasády. Hlavní průčelí se čtyřmi okenními osami zdůrazňuje pravoúhlý arkýř na dvou mnohoúhelníkových pilířích. Vrcholí vyloženou korunní římsou. Původně navržené dvoubarevné obložení černého arkýře a bílého parteru bylo realizováno pouze v obložení arkýře i parteru černými obkládačkami z opaxitu. K obložení sloupů, ostění a pat podstavců byl použit mramor. Arkýřová okna na krajích jsou geometricky členěná. Přímo v arkýři jsou oblouková okna s motivem zdvojené arkády s medailonem. Tento renesanční motiv se shoduje s členěním prosklených dvířek sekretáře ze salonu dr. Julia Grégra, jemuž Gočár navrhoval interiér. Další novinkou bylo použití železobetonu.